# Автошлях О 020305
Автошля́х О 020305 (до 2019 року - Т 0230) — автомобільний шлях місцевого значення у Вінницькій області. Пролягає територією Вінницького та Жмеринського районів через Вороновицю—Тиврів—Шаргород. Загальна довжина — 70 км.

## Маршрут
Автошлях проходить через такі населені пункти:
| Автошлях Т 0230   |               |
| Вінницька область |               |
| Вінницький район  |               |
| Вороновиця        | E50М12        |
| Тростянець        |               |
| Довгополівка      |               |
| Тиврів            | Т 0212О020301 |
| Зарванка          |               |
| Черемошне         |               |
| Красне            |               |
| Нове Місто        |               |
| Строїнці          |               |
| Жмеринський район |               |
| Пеньківка         |               |
| Юхимівка          |               |
| Клекотина         |               |
| Мурафа            |               |
| Шаргород          | Т 0218        |